# Bandera de Cabra
La bandera de Cabra és drap de proporció 9:13. Sobre fons groc i blanc tretze pals grocs i tretze blancs sobre els quals 8 files de rombes partits verd sobre vermell i a la part superior una fila més amb la part inferior dels rombes (la part vermella) i a la inferior l'altra meitat (la verda); els rombes queden situats la meitat sobre el groc i la meitat sobre el blanc.